# Cần nước
Cần nước (danh pháp hai phần: Oenanthe javanica) hay Cần cơm, Cần ống, Cần ta, Rau cần là một loài cần nước thuộc họ Hoa tán (Apiaceae) có nguồn gốc Đông Á.
Trong khi nhiều loài khác trong chi cần nước cực độc, nhưng loài Oenanthe javanica thì có thể ăn được, và được trồng ở Trung Quốc, Ấn Độ, Nhật Bản, Hàn Quốc, Malaysia, Thái Lan (ผักชีล้อม), Đài Loan và Việt Nam, cũng như ở Ý. Nó là một trong những thành phần của món ăn biểu tượng cho lễ hội mùa xuân của Nhật Bản được gọi là Nanakusa no sekku.
Loài này không nên nhầm lẫn với những loại thực vật trong chi Cryptotaenia, đôi khi được gọi là "ẩn chỉ Nhật, áp nhi cần Nhật Bản" (hay mitsuba trong tiếng Nhật).

## Thành phần
Thành phần hóa học của cây này gồm protein: 1,51%; chất béo 0,28%, carbohydrate 2,47% và tro 1,4%.